# Flughafen Beirut

i7
i11
i13
Der Rafiq-Hariri-Flughafen (arabisch مطار رفيق الحريري الدولي, DMG Maṭār Rafīq al-Ḥarīrī ad-duwalī, IATA-Code: BEY, ICAO-Code: OLBA), am südlichen Stadtrand von Beirut gelegen, ist der internationale Flughafen des Libanon. Er ist Stützpunkt der Middle East Airlines. 
Ursprünglich trug er den Namen Beirut International Airport. Am 22. Juni 2005 erfolgte die Umbenennung zu Ehren des ehemaligen Premierministers Rafiq al-Hariri, der am 14. Februar 2005 einem Attentat auf seinen Fahrzeugkonvoi zum Opfer gefallen war.

## Geschichte

### Gründung
Der Flughafen Beirut wurde am 23. April 1953 eröffnet. Zu diesem Zeitpunkt besaß er zwei Landebahnen. In der Nacht vom  28. auf den 29. Dezember 1968 landeten israelische Kommandotruppen im Rahmen der Operation Gift auf dem Beiruter Flughafen und sprengten 14 Flugzeuge verschiedener, meist libanesischer Fluggesellschaften, darunter auch 7 Maschinen der Middle East Airlines (MEA) sowie Treibstofflager als Vergeltung für einen palästinensischen Angriff auf ein israelisches Flugzeug am 26. Dezember 1968 in Athen. Die Gesellschaft Lebanese International Airways verlor dabei mit je zwei Convair CV-990 und Douglas DC-7 den Großteil ihrer Flotte und musste im darauffolgenden Januar ihren Betrieb einstellen.
Mit Beginn des libanesischen Bürgerkrieges verlor er wie das Land selber seinen in der Region führenden Status und mit ihm alle Fluggesellschaften bis auf die nationale Middle East Airlines und die Trans Mediterranean Airways. Zeitweise wurde der Flughafen vollständig geschlossen. Trotzdem wurden das Terminal 1977 und die Landebahnen 1982 und 1988 erneuert. Im Jahr 1982 wurde das Terminal durch Granatenbeschuss der israelischen Armee beschädigt. Nach dem Krieg wurde 1994 ein 10-Jahres-Programm für einen weitreichenden Um- und Ausbau gestartet.

### Zweiter Libanonkrieg 2006
Am 13. Juli 2006 wurde während des Zweiten Libanonkriegs 2006 der Flughafen von israelischen Bomben getroffen. Alle drei Startbahnen wurden dabei schwer beschädigt, woraufhin der Flughafen geschlossen wurde. Dennoch gelang es der Fluggesellschaft Middle East Airlines, fünf ihrer Flugzeuge über einen Rollweg auszufliegen. Um zu verhindern, dass so Hisbollahführer aus dem umkämpften Libanon ausgeflogen werden könnten, bombardierte die israelische Luftwaffe die Treibstofflager des Flughafens. Nachdem am 14. August 2006 eine Waffenruhe in Kraft trat, konnte der Betrieb auf dem Flughafen Beirut ab dem 17. August wieder aufgenommen werden.

### Kritik
Im März 2016 wurde in unmittelbarer Nähe des Flughafens eine Mülldeponie eröffnet. Da die Deponie zahlreiche Vögel anzieht, kam es daraufhin vermehrt zu Zwischenfällen mit Vogelschlag. Mehrere Fluggesellschaften drohten, den Flughafen zu boykottieren. Aus Deutschland und der Schweiz wird der Flughafen von Lufthansa, Chair Airlines, Sundair sowie der MEA Middle East Airlines angeflogen.

### Krieg im Libanon 2024
Im Herbst 2024 sorgte der libanesische Transportminister Ali Hamieh nach diplomatischen Druck durch den Westen dafür, dass das Hisbollah-Personal aus dem Flughafen, den die Partei jahrzehntelang als ihr Territorium betrachtet hatte, verdrängt wird und die libanesische Armee die Kontrolle über diesen übernahm. Dies geschah auch, um das Risiko zu vermindern, dass der Flughafen ein Angriffsziel der israelischen Streitkräfte wird. Zu der Zeit war der Flughafen nur noch von einer kommerziellen Fluggesellschaft, der MEA, angeflogen worden.

## Zwischenfälle
Seit seiner Gründung kam es am Flughafen Beirut und in seiner Umgebung zu 10 Totalverlusten im Flugbetrieb. Bei 5 Unfällen kamen 207 Menschen ums Leben.
Neben der Kommandoaktion 1968 wurden in den Jahren 1976, 1981, 1982, 1983, 1985 und 1987 Flugzeuge durch Kriegs-, Bürgerkriegs- oder einzelne Terrorhandlungen am Boden zerstört. 
- Am 6. Januar 1954 geriet eine Sud-Est SE.161 Languedoc (Luftfahrzeugkennzeichen OD-ABU) der Air Liban auf dem Flughafen Beirut beim Start nach Kuwait infolge eines Triebwerkschadens von der Startbahn ab, wobei das Fahrgestell zusammenbrach und die Maschine ausbrannte. Alle fünf Besatzungsmitglieder und vier Passagiere überlebten.[7]

- Am 3. Oktober 1957 brach an Bord einer Curtiss C-46A-45-CU der Lebanese International Airways (OD-ACK) nach dem Start vom Flughafen Beirut ein Feuer aus. Beim Versuch der Rückkehr ging die Kontrolle über die Steuerung verloren und die Maschine stürzte etwa 18 km vor der Küste ins Meer. Alle 27 Insassen, 4 Besatzungsmitglieder und 23 Passagiere, des nach Kuwait geplanten Fluges kamen ums Leben.[8]

- Am 21. November 1959 kollidierte eine Douglas DC-4 der Ariana Afghan Airlines (YA-BAG) nach dem Start von Beirut 30 Kilometer nordöstlich des Flugplatzes mit einem Berg. Von den 27 Insassen überlebten nur 3 Passagiere.[9]

- Am 23. Februar 1964 verunglückte eine Vickers Viscount 732 der ägyptischen United Arab Airlines (SU-AKX) bei der Landung auf dem Flughafen Beirut. Starkregen und Abwinde trugen dazu bei, dass die Maschine sehr hart landete und wieder hochsprang. Der nächste harte Aufprall erfolgte auf dem rechten Hauptfahrwerk, woraufhin der rechte Hauptholm brach und die Tragfläche samt der Propeller Nummer 3 und 4 aufschlug. Das Flugzeug kam außerhalb der Landebahn zum Liegen und wurde irreparabel beschädigt. Alle 53 Insassen, fünf Besatzungsmitglieder und 48 Passagiere, überlebten.[10]

- Am 10. April 1965 zerbrach eine auf dem Flughafen Beirut gestartete Handley Page Herald 207 der jordanischen Alia (JY-ACQ) auf dem Flug zum Flughafen Amman-Marka 20 Kilometer westnordwestlich von Damaskus in der Luft und stürzte in einen Berg. Alle 54 Insassen starben. Es handelt sich um den schwersten Flugunfall einer Handley Page Herald (siehe Flugunfall einer Handley Page Herald der Alia bei Damaskus).[11]

- Am 5. Juni 1967 wurde eine Douglas DC-7 der Alia Royal Jordanian Airlines (JY-ACO) im Zusammenhang mit dem Beschuss Westjerusalems durch Jordanien während des Sechstagekriegs auf dem Flughafen Beirut durch einen Luftangriff am Boden zerstört. Personen kamen nicht zu Schaden.[12]

- Am 9. Januar 1968 kam es mit einer Boeing 720 der Ethiopian Airlines (ET-AAG), die von Middle East Airlines geleast war, auf dem Flughafen Beirut zu einer harten Landung auf dem Bugfahrwerk. Es herrschte starker Regen und Windböen mit bis zu 45 Knoten. Das Bugfahrwerk brach zusammen; es entstand ein Feuer, welches letztlich die Maschine zerstörte. Alle 49 Insassen blieben unversehrt.[13]

- Am 30. September 1975 stürzte eine Tupolew Tu-154 der Malev (HA-LCI) aus unbekannten Gründen beim Anflug ins Meer. Alle 60 Menschen an Bord wurden getötet (siehe auch Malév-Flug 240).[14]

- Am 19. März 1976 wurde eine Jakowlew Jak-40 der Syrian Arab Airlines (YK-AQC) auf dem Flughafen Beirut während des Einsteigevorgangs von der Granate einer Panzerfaust getroffen. Der schon an Bord befindliche libanesische Ministerpräsident Raschid Karami überlebte ebenso wie alle anderen Insassen die Explosion und das ausgebrochene Feuer. Das Flugzeug wurde zerstört.[15]

- Am 27. Juni 1976 wurde eine Boeing 720-047B der Middle East Airlines (MEA) (OD-AGE) auf dem Flughafen Beirut durch Beschuss mit Raketen und Granaten zerstört, kurz nachdem die Passagiere ausgestiegen waren. Eines der drei noch an Bord befindlichen Besatzungsmitglieder wurde getötet.[16]

- Am 23. Juli 1979 verunglückte eine Boeing 707 der Trans Mediterranean Airways (OD-AFX) bei einem Trainingsflug ohne Passagiere. Beim dritten Touch-and-Go des Fluges kam das Flugzeug in eine unkontrollierbare Fluglage und stürzte auf dem Flugplatz ab. Alle sechs Besatzungsmitglieder kamen ums Leben.[17]

- Am 31. August 1981 explodierte an Bord einer Boeing 720-023B der libanesischen Middle East Airlines (MEA) (OD-AFR) auf dem Flughafen Beirut kurz nach der Ankunft aus Libyen eine Sprengladung mit etwa 5 Kilogramm Dynamit. Das Flugzeug wurde zerstört.[18]

- Am 12. Juni 1982 wurde eine Boeing 720-023B der libanesischen Middle East Airlines (MEA) (OD-AFP) auf dem Flughafen Beirut durch israelischen Beschuss mit Granaten zerstört.[19]

- Am 16. Juni 1982 wurden vier Flugzeuge der libanesischen Middle East Airlines (MEA) auf dem Flughafen Beirut durch israelischen Beschuss mit Granaten zerstört. Ziel war es, in Beirut verbliebene Mitglieder der PLO an der Flucht über den Flughafen zu hindern. Folgende Flugzeuge waren betroffen:
  - Eine Boeing 707 (OD-AFB), drei Boeing 720 (OD-AFU, OD-AFW, OD-AGR).[20][21][22][23]

- Am 1. August 1982 wurde eine Boeing 720-047B der libanesischen Middle East Airlines (MEA) (OD-AGG) auf dem Flughafen Beirut bei einem Bombenangriff zerstört.[24]

- Am 1. Juni 1983 wurde eine Boeing 720-023B der libanesischen Middle East Airlines (MEA) (OD-AFO) auf dem Flughafen Beirut durch Beschuss mit Granaten zerstört.[25]

- Am 21. August 1985 wurden die beiden Boeing 720 OD-AFL (Boeing 720-047B) und OD-AGQ (Boeing 720-023B) der libanesischen Middle East Airlines (MEA) auf dem Flughafen Beirut durch Beschuss mit Granaten zerstört.[26][27]

- Am 8. Januar 1987 wurde eine Boeing 707-323C (OD-AHB) der libanesischen Middle East Airlines (MEA) auf dem Flughafen Beirut kurz nach der Landung durch Beschuss mit Granaten zerstört. Alle 126 Insassen überlebten den Angriff radikaler Palästinenser.[28]

- Am 25. Januar 2010 stürzte eine Boeing 737-800 (ET-ANB) der Ethiopian Airlines fünf Minuten nach dem Start ins Meer. Alle 90 Insassen der nach Addis Abeba fliegenden Maschine wurden getötet. Als Unfallursachen stellte der Untersuchungsbericht schwere Bedienungsfehler der auf dem Typ sehr unerfahrenen Piloten fest (siehe auch Ethiopian-Airlines-Flug 409).[29]

Darüber hinaus kam es zu mehreren Flugzeugentführungen, teils nur versuchten (1970: 1, 1977: 1, 1980: 3, 1981: 1, 1982: 1 sowie 1985: 1), teils erfolgreichen (1983: 1 mit Landung in Beirut, 1985 mit zweimaligem Start in Beirut, 1985 mit drei Landungen in Beirut). Bei einer Entführung kam es zu einem Todesfall, als Passagiere das Flugzeug verlassen hatten und in den Abgasstrahl eines Triebwerks gerieten, welches gerade angelassen wurde. In einem anderen Fall war ein US-amerikanischer Militärangehöriger im Verlaufe einer 16-tägigen Geiselnahme in Beirut getötet worden.